# Алкошете
Алкоше́те (порт. Alcochete; МФА: [aɫ.ku.ˈʃe.tɨ], Алкуше́ти) — муніципалітет і містечко в Португалії, в окрузі Сетубал. Розташований у західній частині країни, на березі Атлантичного океану, на теренах історичної португальської провінції Ештремадура. Належить до Сетубальської діоцезії Католицької церкви в Португалії. Права міського самоврядування має з 1515 року. Поділяється на 3 парафії. За адміністративним поділом, чинним до 1976 року, був складовою провінції Ештремадура. Площа муніципалітету — 128,36 км², населення муніципалітету — 17569 ос. (2011); густота населення — 136,87 осіб/км²
. Патрон — Іван Хреститель. Святковий день муніципалітету — 24 червня. Поштовий індекс — 2890.  Код місцевої адміністративної одиниці — 1502. Складова статистичного регіону Лісабон.

## Географія
Алкошете розташоване на заході Португалії, на півночі округу Сетубал.
Алкошете межує на півночі з муніципалітетом Бенавенте, на сході та півдні — з муніципалітетом Палмела, на південному заході — з муніципалітетом Монтіжу. На заході омивається водами Атлантичного океану, гирлом річки Тежу.

## Історія
Алкошете заснували араби (головним доказом цього є арабське походження його назви — Al Caxete). Хоча на сліди людської присутності до того вказує виявлена при археологічних розкопках майстерня по виробництву амфор і інших глиняних посудин часів Римської імперії.
31 травня 1469 року в Алкошете народився майбутній португальський король Мануел І, за правління котрого було відкрито морський шлях до Індії та Бразилію.
1515 року португальський король Мануел I надав Алкошете форал, яким визнав за поселенням статус містечка та муніципальні самоврядні права.

## Населення
| Кількість мешканців | Кількість мешканців | Кількість мешканців | Кількість мешканців | Кількість мешканців | Кількість мешканців | Кількість мешканців | Кількість мешканців | Кількість мешканців | Кількість мешканців | Кількість мешканців | Кількість мешканців | Кількість мешканців | Кількість мешканців | Кількість мешканців |
| ------------------- | ------------------- | ------------------- | ------------------- | ------------------- | ------------------- | ------------------- | ------------------- | ------------------- | ------------------- | ------------------- | ------------------- | ------------------- | ------------------- | ------------------- |
| 1864                | 1878                | 1890                | 1900                | 1911                | 1920                | 1930                | 1940                | 1950                | 1960                | 1970                | 1981                | 1991                | 2001                | 2011                |
| 4 286               | 4 517               | 4 997               | 6 088               | 6 502               | 6 175               | 6 656               | 6 658               | 7 864               | 9 270               | 10 410              | 11 246              | 10 169              | 13 010              | 17 569              |

## Парафії
1. Алкошете
2. Самоуку
3. Сан-Франсішку

## Економіка, побут, транспорт
Економіка муніципалітету представлена харчовою промисловістю, сільським господарством, транспортом, рибальством і торгівлею (один з найбільших у країні комерційних центрів «Freeport Outlet»).
Серед архітектурних пам'яток особливе місце займає головна церква «матріж» (порт. Igreja Matriz de Alcochete).
Селище як і муніципалітет в цілому має добре розвинуту транспортну мережу, з'єднане з Лісабоном та Алгарве платними швидкісними автомагістралями.
У 2008 році португальським урядом було прийняте рішення про будівництво нового міжнародного аеропорту в Алкошете, який має стати головними повітряними воротами португальської столиці — міста Лісабона.

## Спорт
На території муніципалітету знаходиться тренувальна база-школа футбольного клубу «Спортінг», відоміша як Футбольна академія «Спортінга». Вихованці цієї клубної академії не лише успішно поповнюють бюджет клубу, а і гідно представляють як і клуб, так і країну в лавах європейських топ-клубів. Найвідомішим вихованцем академії всіх часів став Кріштіану Роналду.

## Галерея

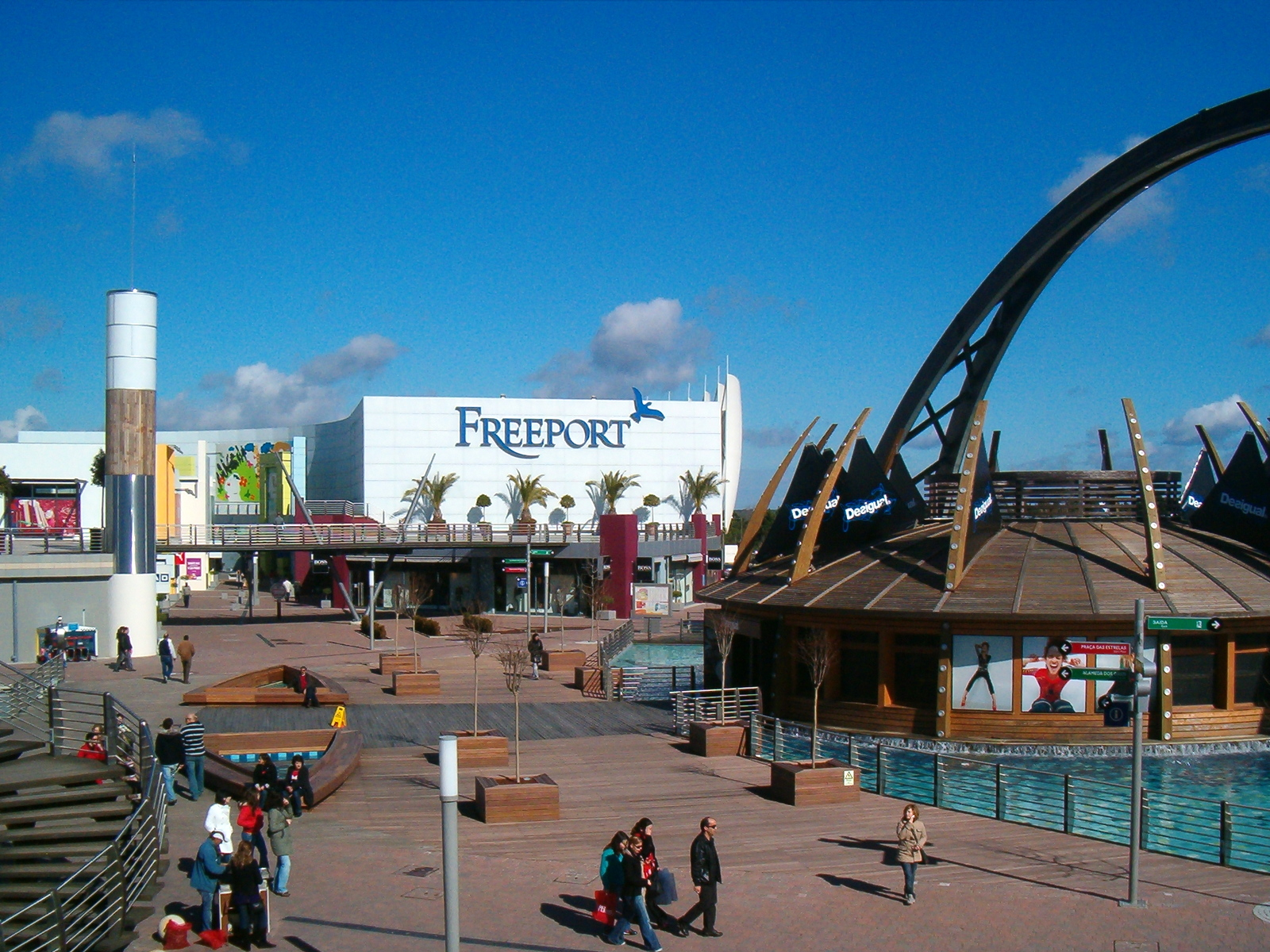
Freeport — загальний вигляд комерційного центру
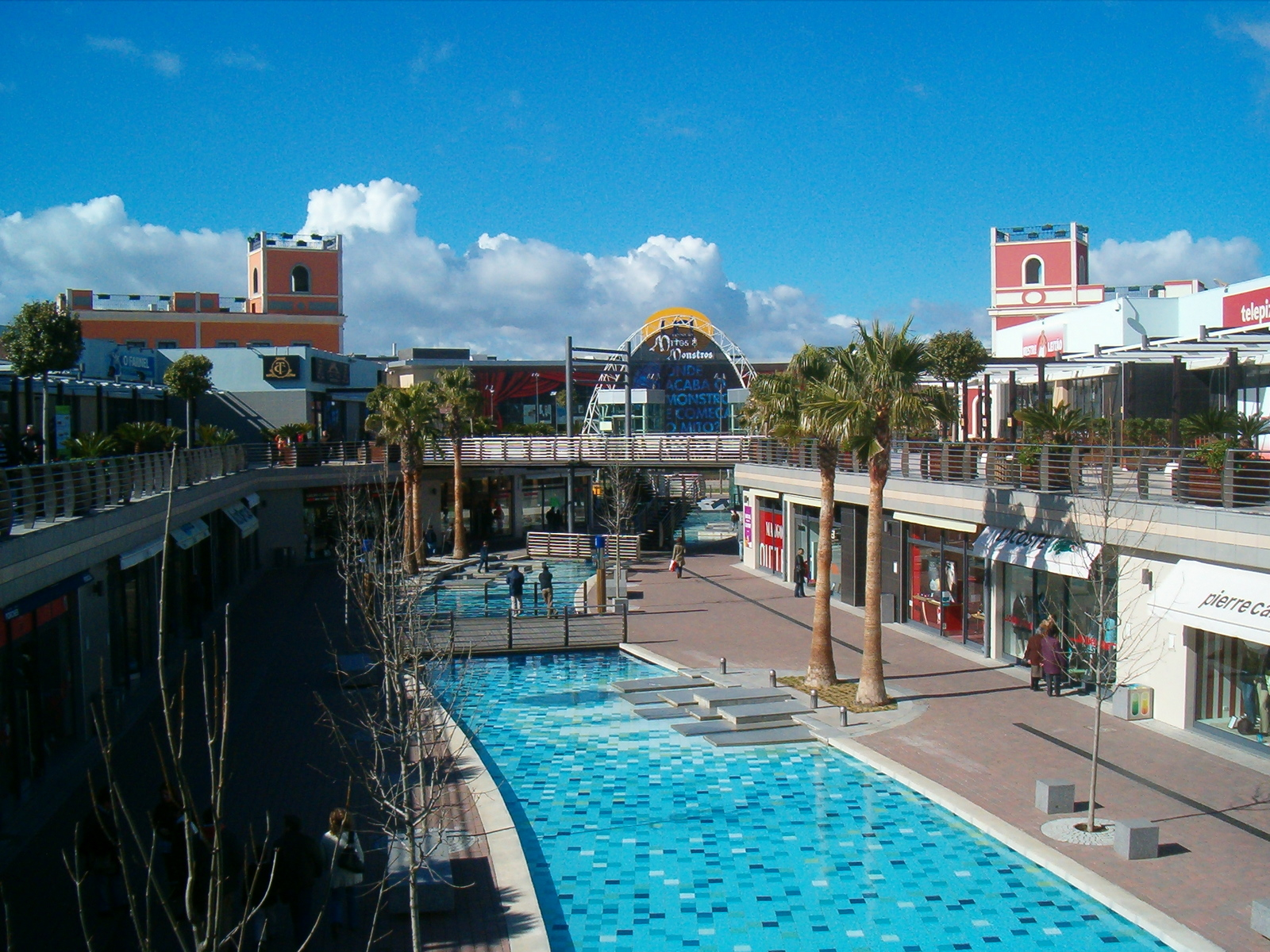
Freeport — головна вулиця комерційного центру
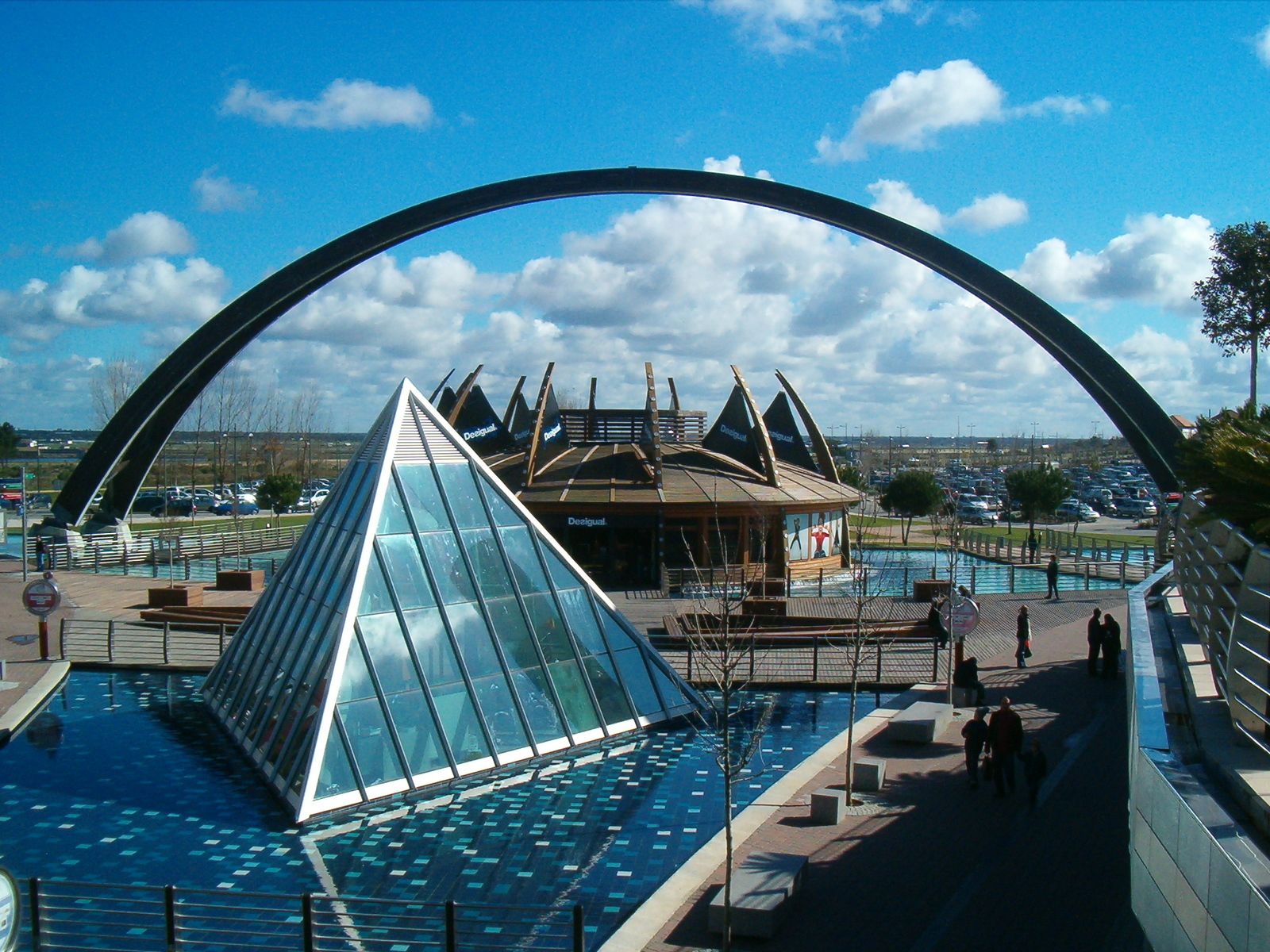
Freeport — піраміда при вході до комерційної зони